# The Nun (film fra 2018)
The Nun er en amerikansk gotisk overnaturlig gyserfilm fra 2018 instrueret af Corin Hardy og skrevet af Gary Dauberman, efter en historie af Dauberman og James Wan. Det er en spin-off af The Conjuring 2 fra 2016 og den femte film i the Conjuring Universe franchise.

## Medvirkende
- Taissa Farmiga som Søster Irene
- Charlotte Hope som Søster Victoria
- Demián Bichir som Fader Burke
- Bonnie Arons som Nonnedæmon
- Jonny Coyne som Gregoro
- Sandra Teles som Søster Ruth
- Ingrid Bisu som Søster Oana
- Lili Bordán som Marta
- August Maturo som Daniel